# Matlock (serie de televisión de 2024)
Matlock es una serie de televisión de drama legal estadounidense que se estrenó con un adelanto el 22 de septiembre de 2024, antes de su estreno en su franja horaria el 17 de octubre a través de CBS. La serie es desarrollada por Jennie Snyder Urman. Es un reinicio de la serie homónima de 1986. En octubre de 2024, fue renovada para una segunda temporada.

## Trama
La adinerada abogada retirada Madeline Kingston vuelve a ejercer en la piel de la viuda necesitada «Matty Matlock». Kingston pretende acabar desde dentro con el bufete de abogados que cree cómplice de la epidemia de opioides que provocó la muerte de su hija Ellie. Para ganarse la confianza del bufete, primero debe aplicar su intelecto para ayudar a sus colegas con otros casos difíciles.
Dentro del universo de la serie, la serie original Matlock se emitió como en el mundo real, y el amor de Ellie por la serie inspira el alias de Madeline.

## Reparto

### Principales
- Kathy Bates como Madeline «Matty» Matlock / Madeline Kingston[1]
- Skye P. Marshall como Olympia Lawrence[3]
- Jason Ritter como Julian Markston
- David del Río como Billy Martinez[3]
- Leah Lewis como Sarah Yang[3]

### Recurrentes
- Eme Ikwuakor como Elijah
- Aaron Harris como Alfie Kingston
- Sam Anderson como Edwin Kingston
- Beau Bridges como Howard «Senior» Markston
- Patricia Belcher como Mrs. Belvin
- Yael Grobglas como Shae Banfield
- Piper Curda como Kira
- Andrea Londo como Simone

## Episodios
| N.º  | Título                         | Dirigido por      | Escrito por                                                   | Fecha de emisión original | Audiencia (millones) |
| ---- | ------------------------------ | ----------------- | ------------------------------------------------------------- | ------------------------- | -------------------- |
| 1    | «Pilot»                        | Kat Coiro         | Jennie Snyder Urman                                           | 22 de septiembre de 2024  | 7.74                 |
| 2    | «Rome, in a Day»               | Kat Coiro         | Jennie Snyder Urman                                           | 17 de octubre de 2024     | 6.38                 |
| 3    | «A Guy Named Greg»             | Brad Silberling   | Nicki Renna                                                   | 24 de octubre de 2024     | 6.48                 |
| 4    | «The Rabbit and the Hawk»      | Kat Coiro         | Jeffrey Lieber                                                | 31 de octubre de 2024     | 6.54                 |
| 5    | «Claws»                        | Marie Jamora      | Michelle Leibel                                               | 7 de noviembre de 2024    | 5.98                 |
| 6    | «Sixteen Steps»                | Kat Coiro         | Sara Rose Feinberg                                            | 14 de noviembre de 2024   | 6.12                 |
| 7    | «Belly of the Beast»           | Tessa Blake       | Hennah Sekander                                               | 5 de diciembre de 2024    | 6.32                 |
| 8    | «No, No Monsters»              | Yangzom Brauen    | Sheridan Watson                                               | 12 de diciembre de 2024   | 6.20                 |
| 9    | «Friends»                      | Dan Willis        | John Lowe                                                     | 30 de enero de 2025       | 5.78                 |
| 10   | «Crash Helmets On»             | Jennifer Lynch    | Lizzie Perrin y Nicki Renna                                   | 6 de febrero de 2025      | 6.25                 |
| 11   | «A Traitor in Thine Own House» | Hannah Michielsen | Sara Rose Feinberg                                            | 13 de febrero de 2025     | 5.75                 |
| 12   | «This is That Moment»          | Kat Coiro         | Hennah Sekander y David Aguilar                               | 20 de febrero de 2025     | 5.88                 |
| 13   | «Pregame»                      | Jude Weng         | Michelle Leibel y Sheridan Watson                             | 27 de febrero de 2025     | 5.77                 |
| 14   | «Game Day»                     | Kat Coiro         | Jeffrey Lieber                                                | 6 de marzo de 2025        | 6.14                 |
| 15   | «Game Face»                    | Gina Lamar        | Michelle Leibel                                               | 13 de marzo de 2025       | 5.81                 |
| 16   | «The Johnson Case»             | Kat Coiro         | Guion de: Jeffrey Lieber y Tommy Cook Historia de: Tommy Cook | 3 de abril de 2025        | 5.64                 |
| 17   | «I Was That, Too»              | Hanelle Culpepper | Sarah Gertrude Shapiro                                        | 10 de abril de 2025       | 5.91                 |
| 1819 | «Tricks of the Trade»          | Kat Coiro         | Michelle Leibel y Nicki RennaNicki Renna                      | 17 de abril de 2025       | 6.15                 |

## Producción

### Desarrollo
El 31 de enero de 2023, CBS ordenó la producción del piloto del reinicio de Matlock, siendo Jennie Snyder Urman la escritora del episodio piloto. Se espera que Urman sea productor ejecutivo junto a Joanna Klein, Eric Christian Olsen y Kathy Bates. El 9 de mayo de 2023, CBS ordenó la producción de la serie. La serie está desarrollada por Urman. John Will y Kat Coiro se unieron como productores ejecutivos. Coiro también dirigió el piloto. Las empresas productoras involucradas en la serie son Sutton Street, Cloud Nine y CBS Studios. Matlock se ha trasladado a la temporada televisiva 2024-25 debido a retrasos en la producción relacionados con las huelgas en Hollywood. El 22 de octubre de 2024, CBS renovó la serie para una segunda temporada.

### Selección de reparto
Tras el anuncio de la orden de piloto, Bates fue elegida para protagonizar el proyecto. Skye P. Marshall, Jason Ritter, David del Río y Leah Lewis se unieron al elenco principal tras el anuncio del pedido de la serie. El 8 de febrero de 2024, Beau Bridges se unió al reparto en un papel recurrente. El 1 de abril de 2024, Yael Grobglas se unió al reparto en un papel recurrente. En agosto de 2024, Andrea Londo y Piper Curda fueron elegidas para papeles recurrentes.
Bates ha declarado que Matlock será su último papel antes de retirarse de la actuación. El 9 de octubre de 2024, se retractó en una entrevista reciente, diciendo que «creo que se confundieron un poco».

## Emisión y lanzamiento
Matlock se estrenó con un adelanto el 22 de septiembre de 2024, antes de su estreno en su horario habitual el 17 de octubre en CBS.

## Recepción

### Respuesta crítica
En el agregador de reseñas Rotten Tomatoes la serie tiene un índice de aprobación del 100%, basándose en 34 reseñas, con una calificación promedio de 7.4/10. El consenso crítico del sitio web dice: «Caso cerrado: este reinicio de Matlock es un éxito gracias a la siempre fiable Kathy Bates y a la intrigante modificación que introduce en el concepto original de la legendaria serie». En Metacritic, tiene una puntuación media ponderada de 74 sobre 100 basada en 18 críticas, lo que indica reseñas «generalmente favorables».

### Audiencia
| N.º   | Título                         | Fecha de emisión         | ÍA (18–49) | Audiencia (millones) | DVR (18–49) | Audiencia DVR (millones) | Total (18–49) | Audiencia total (millones) | Ref(s) |
| ----- | ------------------------------ | ------------------------ | ---------- | -------------------- | ----------- | ------------------------ | ------------- | -------------------------- | ------ |
| 1     | «Pilot»                        | 22 de septiembre de 2024 | 0.4/4      | 7.74                 | —           | —                        | —             | —                          | [ 5 ]  |
| 2     | «Rome, in a Day»               | 17 de octubre de 2024    | 0.4/4      | 6.38                 | 0.2         | 3.89                     | 0.6           | 10.24                      | [ 6 ]  |
| 3     | «A Guy Named Greg»             | 24 de octubre de 2024    | 0.4/4      | 6.48                 | 0.2         | 3.85                     | 0.6           | 10.31                      | [ 7 ]  |
| 4     | «The Rabbit and the Hawk»      | 31 de octubre de 2024    | 0.4/5      | 6.54                 | 0.2         | 3.70                     | 0.7           | 10.24                      | [ 8 ]  |
| 5     | «Claws»                        | 7 de noviembre de 2024   | 0.3/4      | 5.98                 | 0.3         | 4.05                     | 0.6           | 10.03                      | [ 9 ]  |
| 6     | «Sixteen Steps»                | 14 de noviembre de 2024  | 0.4/3      | 6.12                 | 0.2         | 3.86                     | 0.6           | 9.98                       | [ 10 ] |
| 7     | «Belly of the Beast»           | 5 de diciembre de 2024   | 0.4/4      | 6.32                 | 0.2         | 3.74                     | 0.6           | 10.07                      | [ 11 ] |
| 8     | «No, No Monsters»              | 12 de diciembre de 2024  | 0.3/4      | 6.20                 | 0.2         | 3.51                     | 0.6           | 9.71                       | [ 12 ] |
| 9     | «Friends»                      | 30 de enero de 2025      | 0.3/5      | 5.78                 | 0.2         | 3.86                     | 0.5           | 9.64                       | [ 13 ] |
| 10    | «Crash Helmets On»             | 6 de febrero de 2025     | 0.4/5      | 6.25                 | 0.2         | 3.38                     | 0.6           | 9.63                       | [ 14 ] |
| 11    | «A Traitor in Thine Own House» | 13 de febrero de 2025    | 0.3/4      | 5.75                 | 0.2         | 3.47                     | 0.5           | 9.22                       | [ 15 ] |
| 12    | «This is That Moment»          | 20 de febrero de 2025    | 0.3/3      | 5.88                 | 0.2         | 3.34                     | 0.5           | 9.22                       | [ 16 ] |
| 13    | «Pregame»                      | 27 de febrero de 2025    | 0.4/5      | 5.77                 | 0.2         | 3.32                     | 0.5           | 9.09                       | [ 17 ] |
| 14    | «Game Day»                     | 6 de marzo de 2025       | 0.4/6      | 6.14                 | 0.2         | 3.19                     | 0.6           | 9.33                       | [ 18 ] |
| 15    | «Game Face»                    | 13 de marzo de 2025      | 0.3/4      | 5.81                 | 0.2         | 3.27                     | 0.5           | 9.09                       | [ 19 ] |
| 16    | «The Johnson Case»             | 3 de abril de 2025       | 0.4/5      | 5.64                 | 0.2         | 3.50                     | 0.6           | 9.14                       | [ 20 ] |
| 17    | «I Was That, Too»              | 10 de abril de 2025      | 0.3/5      | 5.91                 | 0.2         | 3.26                     | 0.5           | 9.16                       | [ 21 ] |
| 18–19 | «Tricks of the Trade»          | 17 de abril de 2025      | 0.5/8      | 6.15                 | 0.2         | 3.16                     | 0.6           | 9.31                       | [ 22 ] |

### Premios y nominaciones
| Año  | Premiación                       | Categoría                                   | Nominado(s)      | Resultado | Ref.   |
| ---- | -------------------------------- | ------------------------------------------- | ---------------- | --------- | ------ |
| 2025 | Premios Globo de Oro             | Mejor actriz de serie de televisión - Drama | Kathy Bates      | Nominada  | [ 37 ] |
| 2025 | Premios Satellite                | Mejor serie dramática                       | Matlock          | Nominada  | [ 38 ] |
| 2025 | Premios Satellite                | Mejor actriz de serie de televisión - Drama | Kathy Bates      | Ganadora  | [ 38 ] |
| 2025 | Premios de la Crítica Televisiva | Mejor actriz – Drama                        | Kathy Bates      | Ganadora  | [ 39 ] |
| 2025 | Premios de la Crítica Televisiva | Mejor actriz de reparto – Drama             | Skye P. Marshall | Nominada  | [ 39 ] |
| 2025 | Premios del Sindicato de Actores | Mejor actriz de televisión - Drama          | Kathy Bates      | Nominada  | [ 40 ] |